# Чеда Еремић
Чеда М. Еремић, свештеник, рођен је у Мошорину 9. августа 1891. године.

## Живот
Основну школу је завршио у родном селу, осам разреда класичне гимназије са испитом зрелости завршио је у Сегедину 1910, а Богословију у Сремским Карловцима 1914. године. Рукоположен је за ђакона и свештеника 1916. године. На Правном факултету Универзитета у Београду дипломирао је 1924. а служио је на парохијама у Вилову и Сантову. Из Сантова се, будући прогоњен због свог патриотског рада, иселио у Растину са једним делом парохијана, којима је постављен за душебрижника. За пароха друге парохије у Жабљу је премештен 1922. и ту га је затекла и окупација. Био је врло интелигентан, добар свештеник, истакнути национални и просветни радник.

## Страдање
У познатој Божићној рацији (од 4-9. јануара 1942) убијен је са преко шесто својих парохијана.